# Philippe Suchard

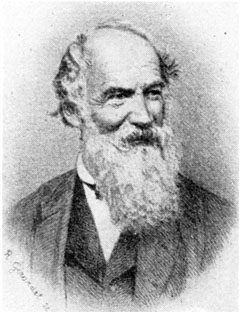
Philippe Suchard

Philippe Suchard (* 9. Oktober 1797 in Boudry (Kanton Neuenburg); † 14. Januar 1884 in Neuenburg) war ein Schweizer Schokoladenhersteller und Unternehmer.

## Leben

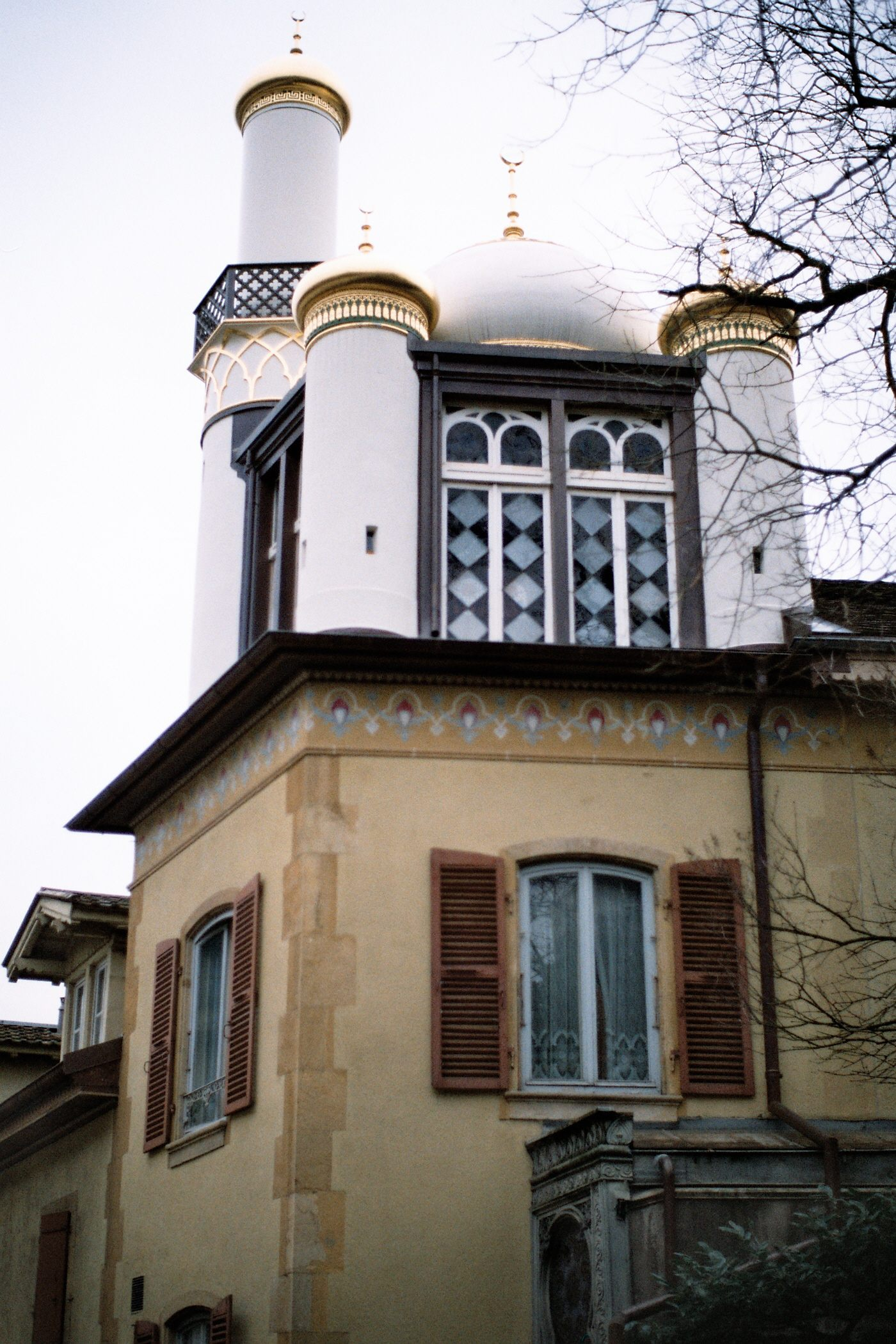
Minaret de Philippe Suchard in Serrières

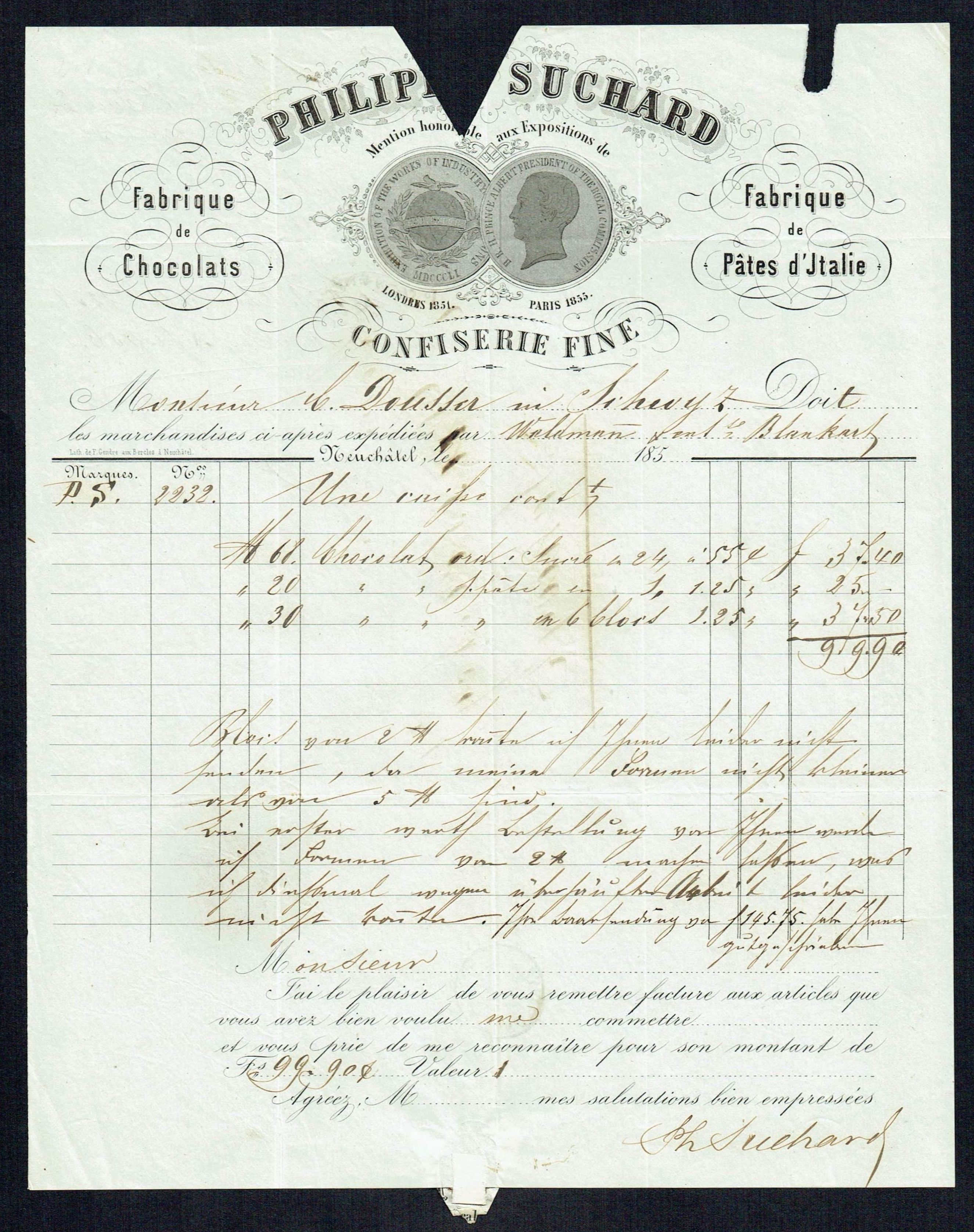
Rechnung der Firma Philippe Suchard vom 14. Mai 1875

Philippe Suchard begann im September 1814 in der Berner Confiserie seines Bruders Frédéric eine Lehre als Zuckerbäcker. Im Mai 1824 erfüllte er sich seinen grossen Traum und begab sich auf eine Reise nach Amerika. In seinem Gepäck befanden sich Schweizer Uhren und Stickereien, mit denen er sich als Geschäftsmann niederlassen wollte. Der erwünschte Erfolg blieb jedoch aus. 
Nach seiner Rückkehr in die Schweiz eröffnete er 1825 in der Stadt Neuenburg eine erste eigene Confiserie-Chocolaterie. Bereits 1826 zog die Fabrikation in die leerstehende Mühle des Neuenburger Vororts Serrières um. Philippe Suchard erfand den Mélangeur – eine Maschine zur Vermengung von Zucker und Kakaopulver, wie sie heute noch verwendet wird.
Suchard war Mitglied im Bund der Freimaurer. Am 24. Mai 1874 feierte er sein 50-jähriges Jubiläum als Mitglied der Loge La Bonne Harmonie. Diese ist bis heute in Neuenburg ansässig. Er war ein tätiger Menschenfreund, so finanzierte er beispielsweise den Ausflug junger Mädchen mit der Eisenbahn zum Creux du Van.
Von 1841 bis 1846 war er Direktor des Asphaltbergwerks La Presta im Val de Travers. Inspiriert von einer Orientreise im Jahr 1865 liess Suchard sein Haus vom Architekten Louis-Daniel Perrier mit dem orientalisierenden Element eines Minaretts verzieren. 1880 eröffnete er im deutschen Lörrach seine erste Fabrik im Ausland. Ende des 19. Jahrhunderts war Suchard der grösste Schokoladenhersteller weltweit. Heute gehört die Schokoladenfabrik Suchard zu Mondelēz International und produziert nicht mehr in Neuenburg.

## Werke
- Mein Besuch Amerika's im Sommer 1824, Aarau 1827 Digitalisat